# Isle of Arran
Isle of Arran eller Arran (gælisk: Eilean Arainn) er en ø i den skotske fjord Firth of Clyde. Arran ligger i regionen North Ayrshire ca. 100 km vest for Glasgow.
I vikingetiden var øen norsk og mange stednavne har norsk oprindelse. Arran har et areal på 430 km² og et samlet indbyggerantal på 5.058 i 2001. Den vigtigste by er Brodick, hvorfra der er færgeforbindelse til Ardrossan på fastlandet. Landsbyen Lamlash er dog den største bosættelse på øen og havde et estimeret befolkningstal på omkring 1100 personer i 2020. Til sammenligning bor der kun 621 i Brodick. Andre landsbyer inkluderer Lochranza og Catacol mod nord, Corrie mod nordøst, Blackwaterfoot og Kilmory mod sydvest, Kildonan mod syd og Whiting Bay mod sydøst.
Arran betegnes ofte som "Mini Skotland", og på samme måde som det er tilfældet med resten af Skotland er øen delt i to markant forskellige halvdele. Den nordlige halvdel er en bjergrig kombination af høje granit- og basaltbjerge kombineret med konglomerater, sandsten og historiske lavaudtrækninger med Goat Fell på 874 meter som øens højeste top. Al bebyggelse her ligger i kystområderne. Den sydlige halvdel er karakteriseret ved blødere bakker og en del frodigt landbrug og engarealer kombineret med flere småbyer, mindre landsbyer og spredt landlig bebyggelse.
Hovedattraktionen er Brodick Castle (som findes afbildet på en af de skotske pengesedler) med den omkringliggende rhododendronpark. Tæt ved slottet ligger Arran Brewery, et populært mini-bryggeri. I den lille by Lochranza på nordkysten findes et relativt nyetableret Arran Destillery, der på trods af at det først blev grundlagt i 1995, allerede har opnået flere nationale og internationale priser for sine produkter. Der findes også borgruinerne Lochranza Castle og Kildonan Castle.
Øens økonomi er i høj grad baseret på turisme, men øget turisme og folk der køber sommerhuse på har gjort, at mængde af billig beboelse på øen er svært at finde.